# Niguina Saïfoullaeva
Niguina Hafiznova Saïfoullaeva (en russe : Ниги́на Хафи́зовна Сайфулла́ева) est une réalisatrice et scénariste russe née le 16 avril 1985 à Douchambé dans l'ancienne RSS du Tadjikistan (URSS).

## Biographie
En 2005, Niguina Saïfoullaeva termine les cours de la faculté d'histoire de l'art de l'Université d'État des sciences humaines, puis les cours de formation des réalisateurs et scénaristes VKSR dans les classes de V. I. Khotinenko, P. K. Finna, V. A. Fentchenko.
Son premier court métrage, réalisé en fin d'étude, intitulé Je veux être avec toi, a participé au Kinotavr de 2010. Son second film, L'Églantier, a reçu notamment le prix Tarkovski du Festival de Moscou en 2012.

## Filmographie

### Réalisatrice
- 2010 : Je veux être avec toi (Xочу с тобой) (court métrage)
- 2010 : L'Églantier (Шиповник) (moyen métrage)
- 2014 : Comment je m'appelle (Kак меня зовут)
- 2017 : De l'amour 2 : Seulement pour adultes (Про любовь 2. Только для врозлых)
- 2019 : Fidélité (Верность)

### Scénariste
- 2010 : L'Églantier (Шиповник[1])
- 2010 : Je veux être avec toi (Xочу с тобой)
- 2014 : Comment je l'appelle (Kак меня зовут)

## Prix et récompenses

### PourComment je m'appelle
- Kinotavr 2014 : prix spécial du jury[2]
- Festival du cinéma russe à Honfleur 2014 : prix du meilleur premier film [3]

### PourLa Fidélité
- Kinotavr 2019 : prix spécial du jury[4]